# Сеница (језеро)
Сеница (рус. Сенница) слатководно је језеро глацијалног порекла смештено на крајњем југу Невељског рејона и Псковске области, односно на западу европског дела Руске Федерације. Његова источна обала представља део границе Невељског са Усвјатским рејоном, док је јужна обала део границе према Белорусији.
Налази се у басену реке Ловата, односно у басену реке Неве и Балтичког мора.
Акваторија језера обухвата површину од око 9,62 км² (962 хектара), максимална дубина језера је до 3,6 метара, док је просечна дубина око 1,5 метара. Површина сливног подручја је 156 км².
На обали језера налази се село Дубокрај.